# Palaisteich

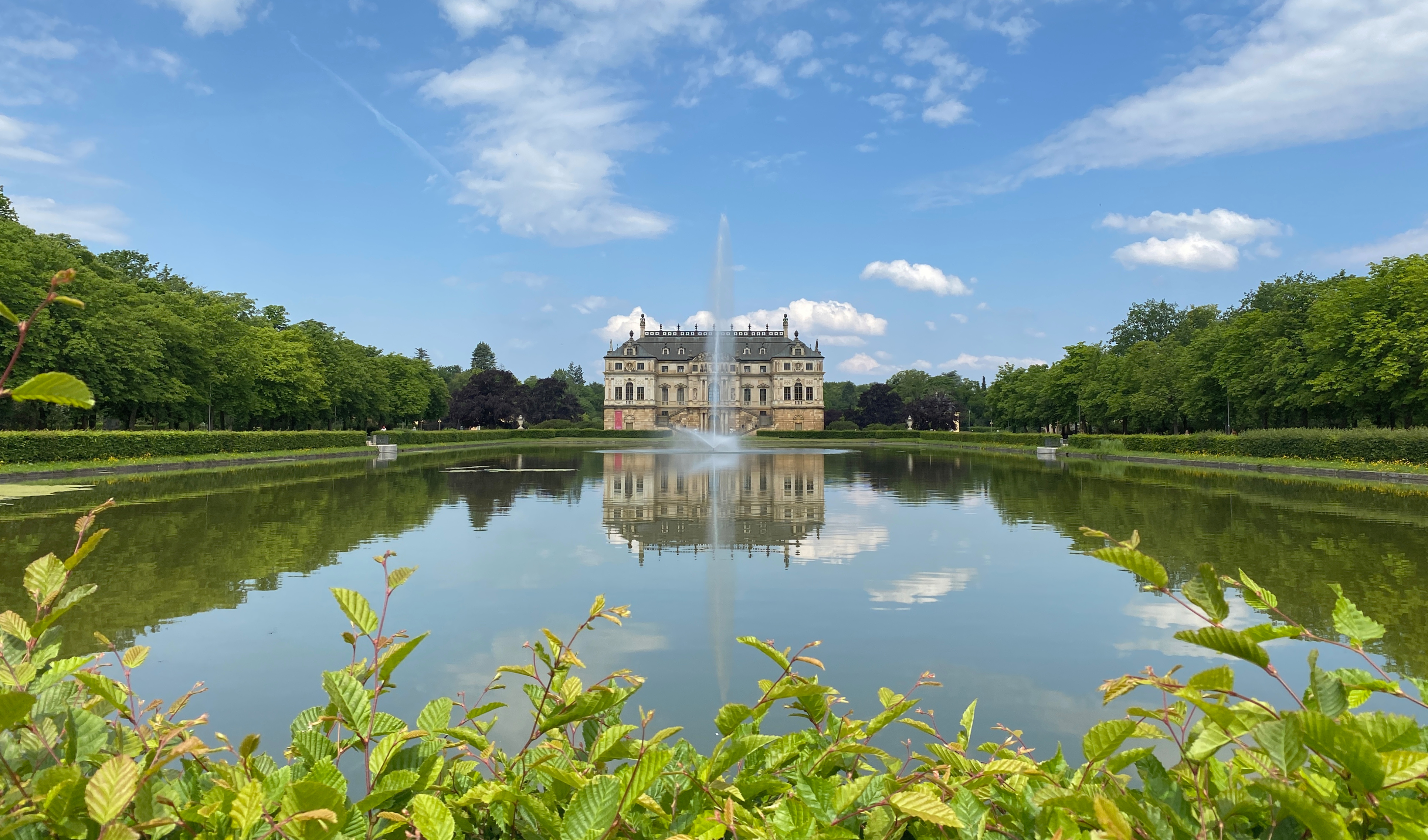
Palaisteich mit Fontäne und Palais 2023

Der Palaisteich mit seiner Fontäne ist ein künstlich angelegter Teich im Großen Garten in Dresden. Die Planungen stammen von Johann Friedrich Karcher. Fertiggestellt wurde der Teich 1715. Damit zählt er zu den ältesten Brunnenanlagen Dresdens.

## Geschichte

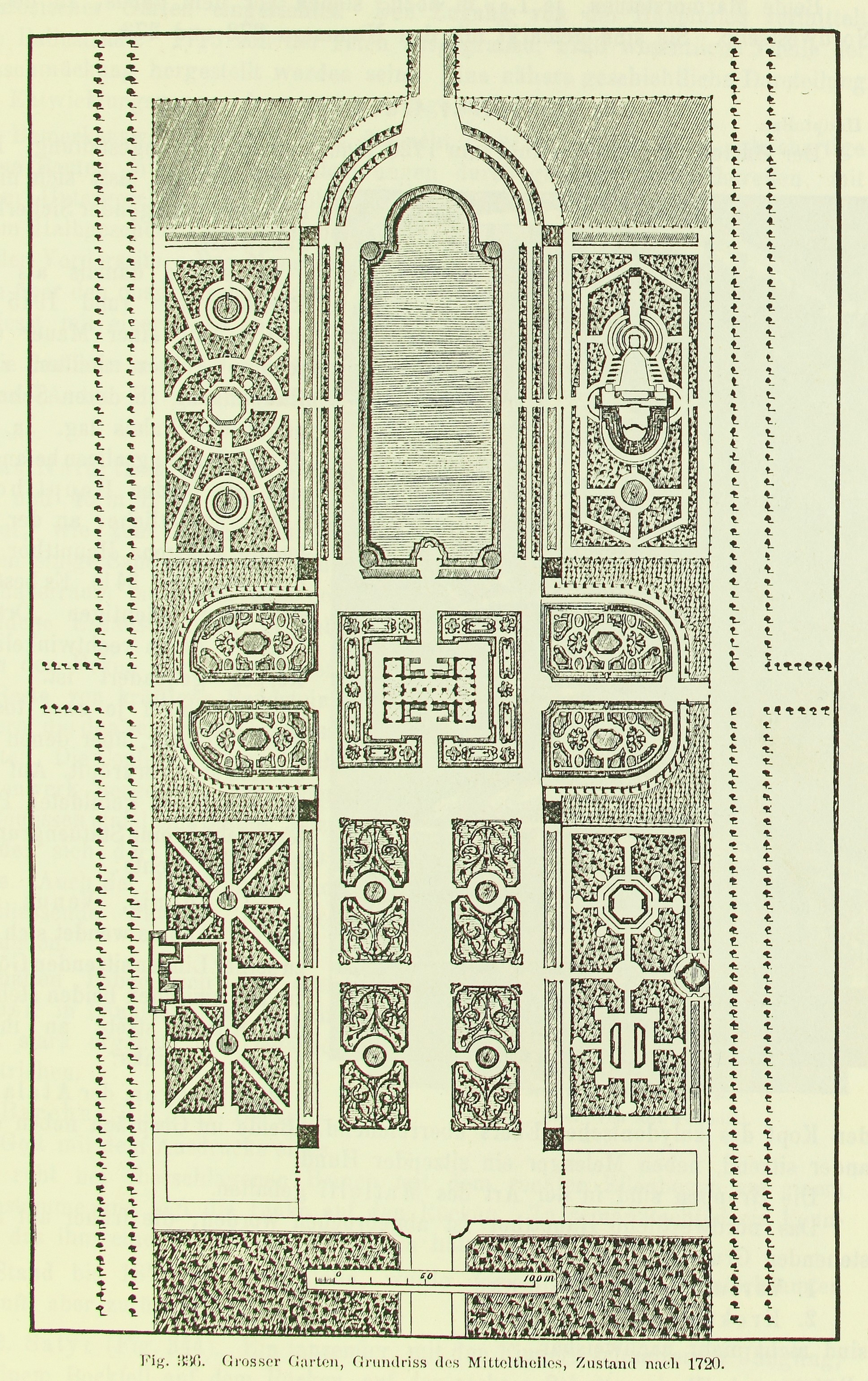
Parkgrundriss mit Palaisteich (oben) nach 1720

Ansicht etwa 1895

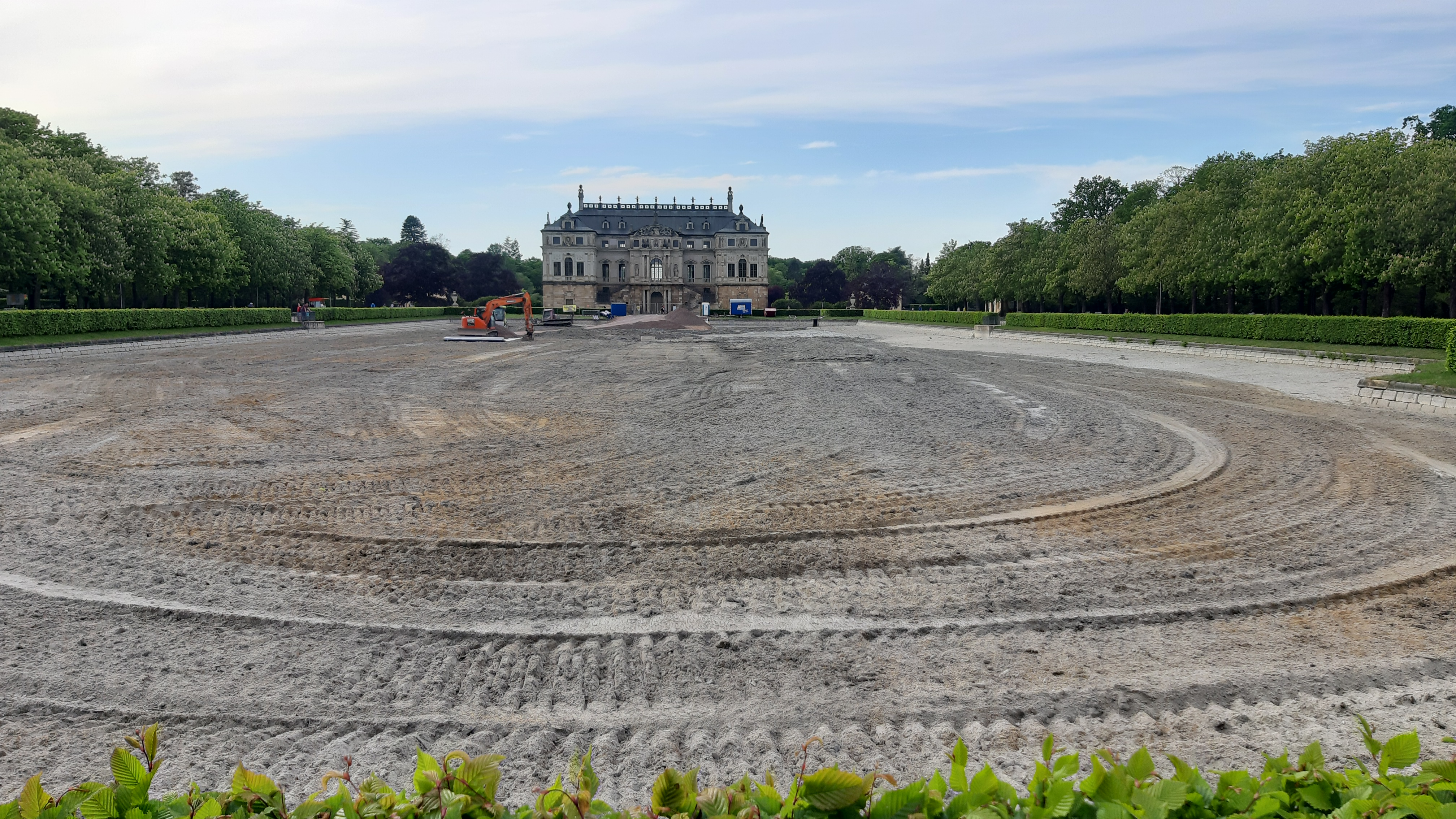
Entschlammung 2020

Der Große Garten in Dresden ist eine Parkanlage barocken Ursprungs. Der heutige größte Park der Stadt wurde ab 1676 auf Geheiß des Kurfürsten Johann Georg III. angelegt. Mit der Planung wurde 1683 Johann Friedrich Karcher beauftragt. Während der Regierungszeit Friedrich August I. (genannt August der Starke) 1694–1733 wurde der Ausbau des Gartens entschlossen vorangetrieben und erreichte so „das Stadium höchster Vollendung.“
Im Zentrum des Parks befindet sich als bedeutendstes Bauwerk das nach einem Entwurf Johann Georg Starckes von 1678 bis 1683 errichtete Palais im Großen Garten.
Karcher unternahm 1714 eine Studienreise nach Frankreich, um sich dort über die neuesten Gartentrends zu informieren. Mit seiner Neugestaltung des Großen Gartens folgte er den Gestaltungsprinzipien und Elementen der französischen Barockgärten mit Elemente wie Brunnen, Obelisken und Statuen. Ab 1709 wird der Palaisteich in die Planung einbezogen. Eine Zeichnung von 1714 zeigt noch zwei Fontänen und 14 Fontänenbecken mit jeweils einer Fontäne. Realisiert wird der Teich dann 1715. Die Tiefe betrug etwa 1,50 Meter. Der Teich sollte wie eine Spiegelfläche für das Palais wirken, deshalb waren noch keine Hecken und Geländer angebracht.
Bei der Hochzeit von August III. mit Maria Josepha von Österreich 1719 fand im Großen Garten ein Venusfest statt. Auf Zeichnungen des Fests sind insgesamt zehn Springbrunnenbecken mit jeweils einer Fontäne zu erkennen. Der Palaisteich wurde als Gondelteich genutzt. Der Teich war von einer niedrigen Hecke und einem Laubengang umstanden.
Auf einem Plan von 1816 ist die Fontäne nicht eingezeichnet, der Teich mit einer Rasenböschung eingefasst.
Um die Attraktivität und die Rentabilität in einem Schritt zu steigern wurde der Palaisteich nach 1813 im Winter als Eisbahn genutzt und erhielt 1819 eine Eisrutsche, die auf Initiative des in Dresden ansässigen russischen Fürsten Putjatin errichtet wurde.
1869 erfolgte die Befestigung des Teichufers mit Steinen, an beiden Längsseiten wurden eiserne Gitter eingefügt. 1872 ist auf einem Plan ein Schwanenhaus in der Mitte des Teiches verzeichnet, aber keine Fontäne.
Der 1873 zum Direktor des Großen Gartens berufene Friedrich Bouché ließ 1874/75 die Palaisumgebung umgestalten. Die Einzelstrahlfontäne könnte damals errichtet worden sein, dies ist aber nicht nachgewiesen. Ab 1890 wurde die Fontäne vom eigenen Wasserwerk des Großen Gartens versorgt.
1891 zeigt ein Plan eine einzelne Fontäne mitten im Palaisteich. Das Schwanenhaus wurde nach Osten versetzt. Bei den Luftangriffen auf Dresden wurde das Palais schwer beschädigt und brannte vollständig aus. Einen Wettbewerb zur Neugestaltung des Großen Gartens 1951 gewann Professor Werner Bauch. In seinem Entwurf war an der östlichen Rundung des Palaisteiches (vermutlich) eine sechsstrahlige Fontäne vorgesehen.
1982 konnte die Arbeitsstelle Dresden des Instituts für Denkmalpflege anlässlich des in Dresden stattfindenden VII. Pioniertreffens die Sanierung des unmittelbaren Palaisumfeldes durchsetzen, darunter eine Sanierung des Palaisteiches. 1984 erhielt der Teich eine neue Fontäne. Es konnten zwei Wasserbilder eingestellt werden: Eine Einzelfontäne mit einer Höhe von 30 Metern, der damals höchsten der Stadt oder eine 20 Meter hohe Einzelfontäne zusammen mit sieben kreisförmig angeordneten, zur Mitte ausgerichteten Strahlen.
Heute wird der Palaisteich über den Carolasee mit Kaitzbachwasser gespeist. 2001/02 erfolgte eine Grundsanierung einschließlich dem Einbau einer Tondichtung, damit das Kaitzbachwasser nicht im Boden versickert und einer Entschlammung. An der südwestlichen Längsseite entstand eine neue Ufermauer. Es wurde eine neue Fontäne installiert, ein Schwimmaggregat mit einer Leistung von 11 Kilowatt. Die Kosten betrugen 21.000 Mark. Während der Strahl zuvor mit einem Durchmesser von 15 Zentimetern bis in zwölf Meter Höhe schoss, so steigt der neue mit fünf Zentimetern Durchmesser 15 Meter empor. Neben der Hauptfontäne befindet sich ein großer Wassertrichter als Lebensraum für Schwäne, Enten und Karpfen. Drei Scheinwerfer setzen das Wasserspiel ins rechte Licht.
2020 musste der Teich abermals zur Entschlammung abgelassen werden.

## Aussehen
Der Palaisteich hat eine Länge von etwa 180 Metern und eine Breite von etwa 65 Metern.
Östlich des Palaisteiches steht die „Üppigkeitsvase“ von Antonio Corradini. An den vier Ecken des Palaisteichs sind die „Brühl’schen Vasen“ aufgestellt. Sie wurden um 1740 für Heinrich Graf von Brühl von am Bau der Hofkirche beteiligten italienischen Künstlern geschaffen und befanden sich ursprünglich im Garten des Brühlschen Palais, dem heutigen Krankenhaus Friedrichstadt. Nach Brühls Tod im Jahr 1763 wurden sie in den Garten der Sekundogenitur, den heutigen Blüherpark, versetzt, von wo aus sie 1982 an ihren neuen Standort gelangten.

## Galerie

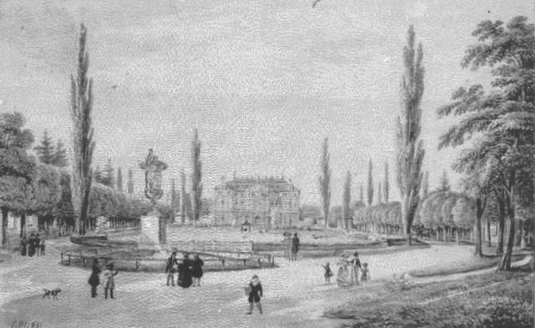
Radierung von 1801
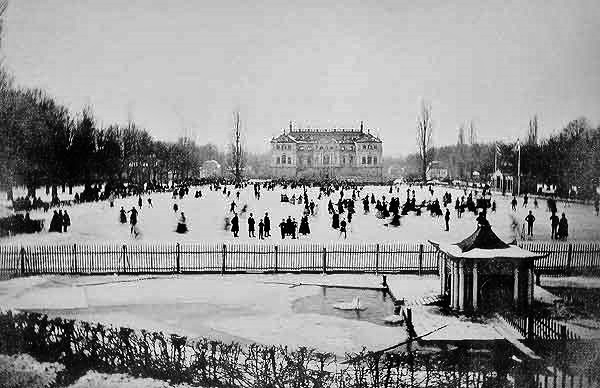
Der Teich im Winter 1870
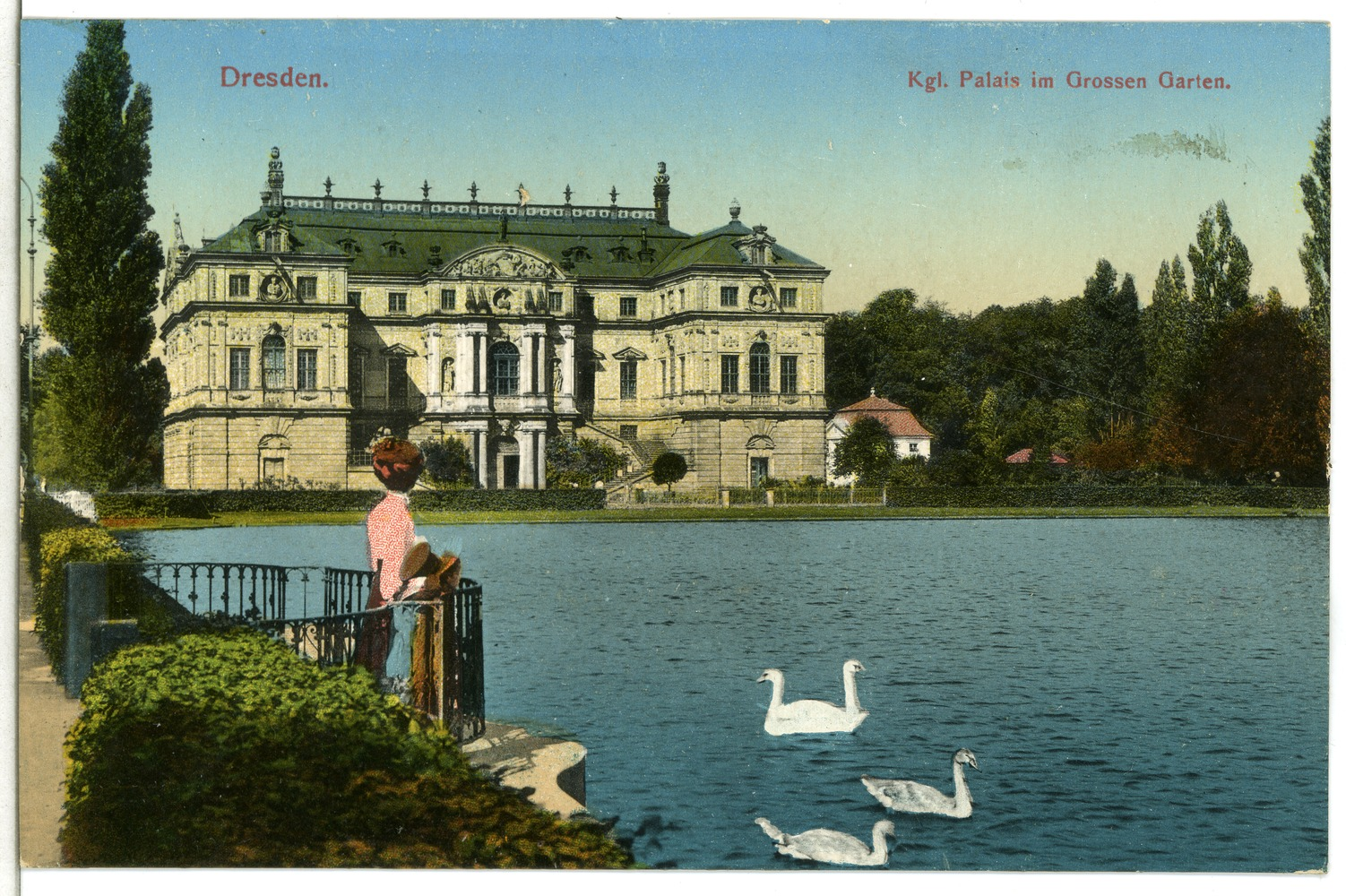
Ansicht mit Schwänen 1911
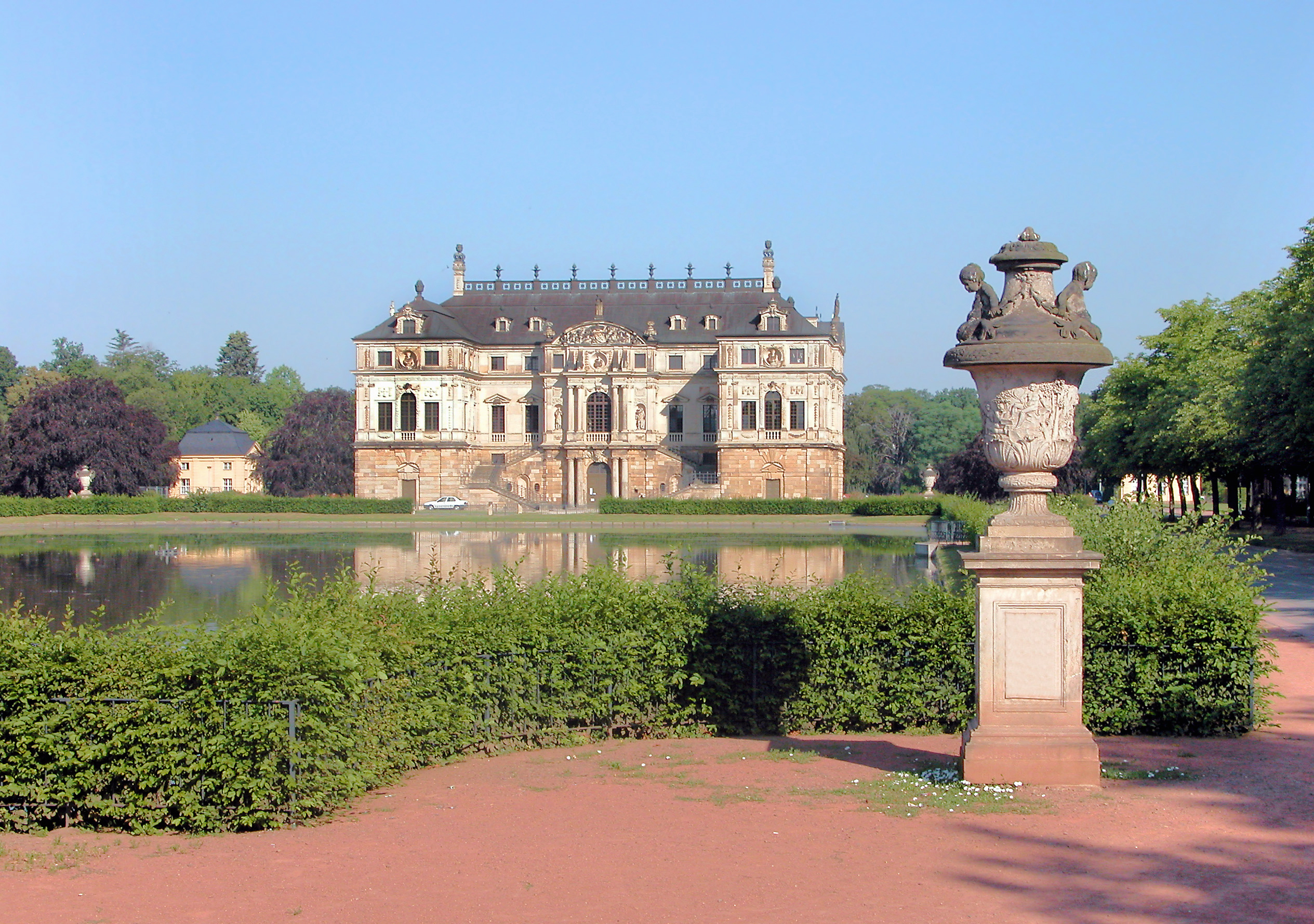
Eine der Brühl’schen Vasen
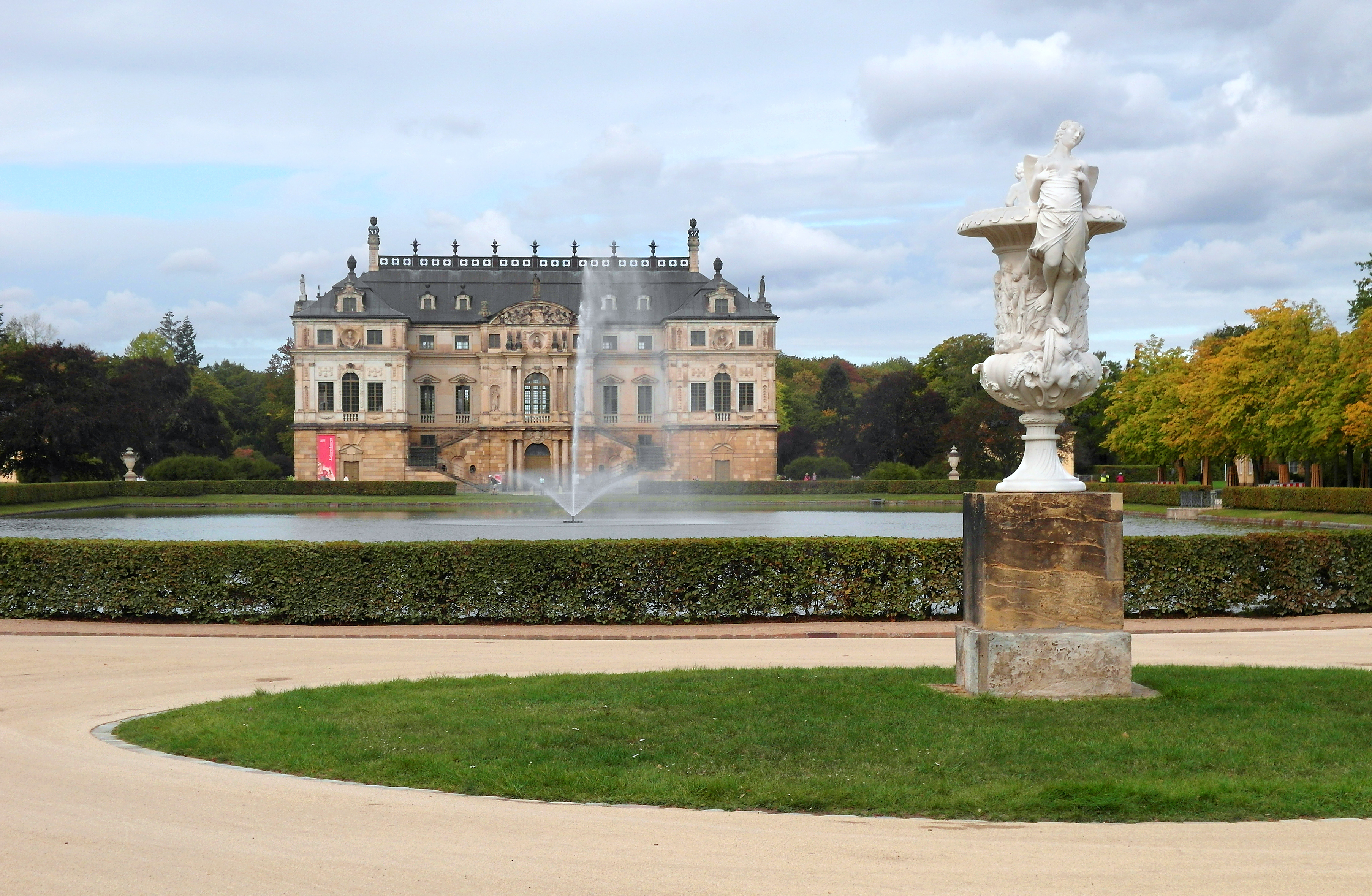
Üppigkeitsvase am Ostende des Teichs
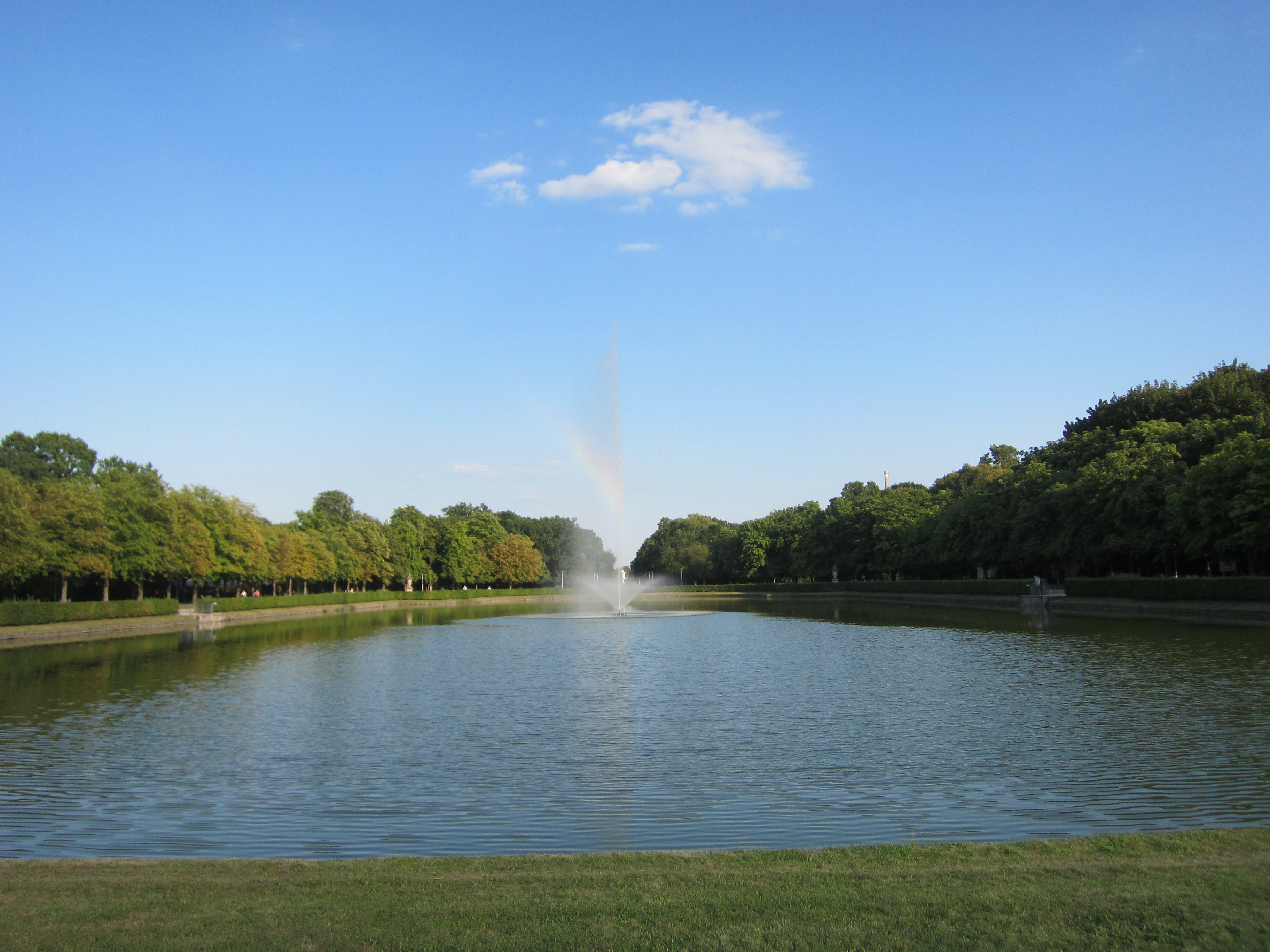
Ansicht von Westen
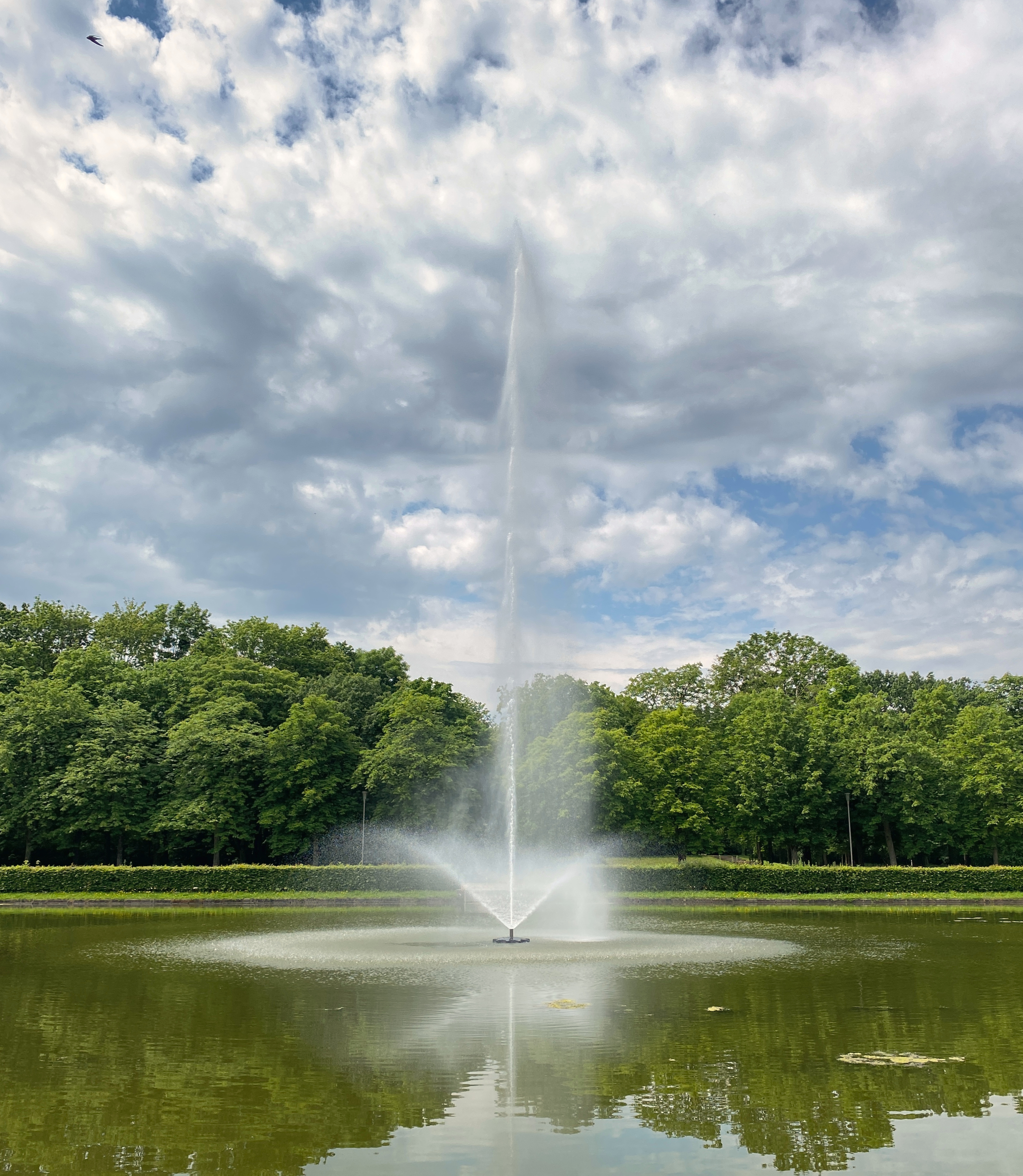
Springbrunnen in der Mitte des Palaisteich